# Anaconda Copper
Видобувна компанія міді Анаконда або Мідь Анаконди (англ. Anaconda Copper Mining Company або англ. Anaconda Copper) — гірничодобувна компанія в США. У 1977 році була куплена компанією ARCO, зараз є частиною компанії Брітіш Петролеум.
Компанія була заснована у 1881 під назвою Amalgamated Copper Mining Company.
Добуває боксити, мідну руду, молібден, уран, срібло, а також виплавляє мідь, латунь, алюміній, молібден.
Найбільше родовище мідної руди — Б'ют (шт. Монтана), розробляється відкритим способом.
Розробляє родовище молібденової руди (шт. Невада), уранові копальні (шт. Нью-Мексико і Вайомінг).